# Twin Peaks (serie de televisión de 2017)
Twin Peaks, también conocida como Twin Peaks: The Return y Twin Peaks: A Limited Event Series, es una serie de televisión dramática estadounidense creada por Mark Frost y David Lynch que da continuidad a la serie del mismo nombre producida por la cadena ABC entre 1990 y 1991. La serie tiene 18 episodios y se estrenó en Showtime el 21 de mayo de 2017. Fue estrenada internacionalmente el 19 de mayo de 2017 en The Theatre at Ace Hotel, en Los Ángeles.
La serie fue desarrollada y escrita por Lynch y Frost durante varios años y ha sido dirigida por Lynch en su totalidad. Numerosos miembros del reparto original reaparecen en la serie, entre ellos Kyle MacLachlan como el agente especial del FBI Dale Cooper, aunque también hay caras nuevas, como Laura Dern, Naomi Watts, Robert Forster, Chrysta Bell, Jim Belushi, Tom Sizemore, Jennifer Jason Leigh, Tim Roth, Ashley Judd o Amanda Seyfried.
Antes del estreno no se sabía demasiado sobre la trama de la nueva serie, pero el presidente de ShowTime, David Nevins, avanzó que «todo giraba en torno al regreso de la odisea del agente Cooper a Twin Peaks».
La temporada cosechó elogios de la crítica, con elogios por su estructura narrativa poco convencional, invención visual y actuaciones.  Rolling Stone, The Washington Post y Esquire lo nombraron el mejor programa de televisión de 2017.  En diciembre de 2019, los críticos de Vulture nombraron a Twin Peaks como la mejor serie de televisión de la década de 2010.

## Reparto
- Kyle MacLachlan como:
  - el Agente Especial Dale Cooper[5][6][7]
  - Cooper's Doppelgänger
  - Douglas "Dougie" Jones

### Twin Peaks
- Robert Forster como el Sheriff Frank Truman.[8]
- Michael Horse como el Jefe de Oficiales Tommy "Hawk" Hill.[5][6]
- Harry Goaz como el Sheriff de Oficiales Andy Brennan.[5][6]
- Kimmy Robertson como Lucy Brennan.[5][6]
- Mädchen Amick como Shelly.[5][6]
- Dana Ashbrook como Deputy Sheriff Bobby Briggs.[5][6]
- Richard Beymer como Benjamin Horne.[9][6]
- Sherilyn Fenn como Audrey Horne.[5][6]
- Warren Frost como Dr. Will Hayward[10][6]
- Peggy Lipton como Norma Jennings.[5][6]
- James Marshall como James Hurley.[5][6]
- Everett McGill como Ed Hurley.[5][6]
- Russ Tamblyn como Dr. Lawrence Jacoby[11][6]
- Catherine E. Coulson como Margaret Lanterman ("The Log Lady").[11][6]
- Jan D'Arcy como Sylvia Horne.[5][6]
- Gary Hershberger como Mike Nelson.[5][6]
- David Patrick Kelly como Jerry Horne.[5][6]
- Walter Olkewicz como Jean-Michel Renault.[11][6]
- Wendy Robie como Nadine Hurley.[5][6]
- Harry Dean Stanton como Carl Rodd.[5][6]
- Charlotte Stewart como Betty Briggs.[5][6]
- Alicia Witt como Gersten Hayward.[12][6]
- Grace Zabriskie como Sarah Palmer.[5][6]
- Julee Cruise como the Roadhouse Singer.[11][6]
- Andrea Hays como Heidi.[11][6]
- Bellina Martin Logan como Louie "Birdsong" Budway.[11][6]
- Marvin "Marv" Rosand como Toad.[11][6]
- Ronnie Gene Blevins como Tommy.[11]
- Gia Carides como Hannah.[11]
- Vincent Castellanos como Federico.[11]
- Michael Cera como Wally "Brando" Brennan.[11]
- Candy Clark como Doris Truman.[13]
- Grace Victoria Cox como Charlotte.[11]
- Hugh Dillon como Tom Paige.[14]
- Eamon Farren como Richard Horne.[11]
- Balthazar Getty como Red.[15]
- James Grixoni como Deputy Sheriff Jesse Holcomb.
- Caleb Landry Jones como Steven Burnett.[5]
- Ashley Judd como Beverly Paige.[10]
- Jane Levy como Elizabeth.[11]
- John Pirruccello como Deputy Sheriff Chad Broxford.
- Amanda Seyfried como Becky Burnett.[16]
- JR Starr como MC.[11]
- Jessica Szohr como Renee.[17]
- Jodi Thelen como Maggie.[11]

### Gobierno
- Laura Dern como Diane Evans.[5]
- Chrysta Bell como la agente especial Tamara Preston.[11]
- Miguel Ferrer como el agente especial Albert Rosenfield.[5][6]
- David Lynch como FBI Deputy Director Gordon Cole.[20][6]
- David Duchovny como FBI Chief of Staff Denise Bryson.[21][6]
- Richard Chamberlain como Bill Kennedy.[11]
- Ernie Hudson como el coronel Davis.[11]
- Adele René como la teniente Cynthia Knox.[11]

### Las Vegas
- Naomi Watts como Janey-E Jones.[20]
- Pierce Gagnon como Sonny Jim Jones.[11]
- Don Murray como Bushnell Mullins.[11]
- Tom Sizemore como Anthony Sinclair.[20]
- Nafessa Williams como Jade.[11]
- Joe Adler como Roger.
- Tammie Baird como Lorraine.[11]
- Jim Belushi como Bradley Mitchum.
- Wes Brown como Darren.[11]
- Juan Carlos Cantú como el agente Reynaldo.
- David Dastmalchian como Pit Boss Warrick.[22]
- Jeremy Davies como Jimmy.[11]
- Eric Edelstein como el detective "Smiley" Fusco.[11]
- John Ennis como hombre de las máquinas tragaperras.[11]
- Josh Fadem como Phil Bisby.[11]
- Patrick Fischler como Duncan Todd.[22]
- Meg Foster como cajero del casino.[11]
- Hailey Gates como madre drogada.[23]
- Brett Gelman como el supervisor Burns.[11]
- Robert Knepper como Rodney Mitchum.
- David Koechner como el detective D. Fusco[11]
- Jay Larson como conductor de limusina.[11]
- Josh McDermitt como Wise Guy.[11]
- Sara Paxton como Candy Shaker.[11]
- Linda Porter como señora adicta a las máquinas tragaperras.
- Elena Satine como Rhonda.[11]
- Amy Shiels como Candie.[20]
- Sawyer Shipman como Little Boy.
- Bob Stephenson como Frank.[11]
- Ethan Suplee como Bill Shaker.[11]
- Sabrina S. Sutherland como Floor Attendant Jackie.
- Bill Tangradi como Jake.
- Greg Vrotsos como Gene.
- Christophe Zajac-Denek como Ike "The Spike" Stadtler.[11]

### South Dakota
- Brent Briscoe como el detective Dave Macklay.[11]
- Jane Adams como Constance Talbot.[11]
- Bailey Chase como el detective Don Harrison.[24]
- George Griffith como Ray Monroe[5]
- James Morrison como el alcaide Dwight Murphy.[11]
- Neil Dickson como George Bautzer.[11]
- Cornelia Guest como Phyllis Hastings.[11]
- Dep Kirkland como el jefe Mike Boyd.
- Nicole LaLiberte como Darya.[11]
- Jennifer Jason Leigh como Chantal Hutchens.[25]
- Matthew Lillard como William Hastings.[11]
- Karl Makinen como el inspector Randy Hollister.
- Hank Harris como técnico de la cárcel.[11]
- Christopher Murray como el agente Olson.[11]
- Max Perlich como Hank.[11]

### Nueva York
- Benjamin Rosenfield como Sam Colby.[11]
- Madeline Zima como Tracey Barberato.[11]
- Michael Bisping como guardia.[11]

### Nuevo México, 1956
- Tikaeni Faircrest como la chica.[11]
- Xolo Maridueña como el muchacho.[11]
- Leslie Berger como la esposa de Nuevo México.[11]
- Tad Griffith como el esposo de Nuevo México.[11]
- Cullen Douglas como el discjockey.[11]
- Tracy Philips como la recepcionista.[11]

### Sobrenatural
- Sheryl Lee como Laura Palmer.[5][6]
- Ray Wise como Leland Palmer.[5][6]
- Don S. Davis como el Alcalde Garland Briggs.[26]
- Frank Silva como Killer BOB.[27]
- Al Strobel como Phillip Michael Gerard / MIKE.[5][6]
- Carel Struycken como "el bombero".[11][6]
- Phoebe Augustine como American Girl.[11][6]
- Carlton Lee Russell como the Jumping Man.[11][6]
- Robert Broski como Woodsman.[11]
- Erica Eynon como Experiment.[11]
- Joy Nash como Señorita Dido.[11]
- Nae Yuuki como Naido.[11]

Michael J. Anderson no repitió su papel como El hombre de otro lugar, la "evolución" de quien es representado como un efecto generado por computadora y expresado por un actor sin acreditar.

### Otros
- Alon Aboutboul[11]
- Monica Bellucci[11]
- John Billingsley[11]
- Scott Coffey[11]
- Frank Collison[11]
- Ana de la Reguera[14]
- Francesca Eastwood[11]
- Jay R. Ferguson[11]
- Sky Ferreira[11]
- Grant Goodeve[5]
- Jesse Johnson[11]
- Bérénice Marlohe[11]
- Derek Mears[11]
- Tim Roth[11]
- Rodney Rowland[11]
- John Savage[11]
- Lauren Tewes[11]
- Eddie Vedder[11]
- Karolina Wydra[11]
- Charlyne Yi[11]

### Artistas musicales
- Ruth Radelet, Adam Miller, Johnny Jewel y Nat Walker como "Chromatics" (2 capítulos).
- Jack Torrey, Page Burkum, Joel Paterson, Beau Sample y Alex Hall como "The Cactus Blossoms".
- Heather D'Angelo, Erika Forster y Annie Hart como "Au Revoir Simone" (2 capítulos).
- Riley Lynch, Alex Zhang Hungtai, Sam Smith y Dean Hurley como "Trouble".
- Sharon Van Etten, Carolyn Pennypacker Riggs, John Phillip Irons y Zeke Hutchins como "Sharon Van Etten".
- Trent Reznor, Atticus Ross, Mariqueen Maandig, Robin Finck, Alessandro Cortini y Joey Castillo como "The Nine Inch Nails".
- Rebekah Del Rio con Moby.
- James Marshall como "James Hurley".
- Lissie, Eric Sullivan, Lewis Keller y Jesse Siebenberg como "Lissie".
- Finn Andrews, Sophia Burn y Uberto Rapisardi como "The Veils".
- Eddie Vedder como "Edward Louis Severson III".
- Julee Cruise.

### In memoriam
Algunos episodios incluyen un "En memoria de" en los créditos en pantalla, conmemorando miembros del reparto que han muerto. Varios de estos actores filmaron nuevos materiales utilizados en (al menos) el episodio correspondiente antes de su muerte, mientras que otros que murieron antes del inicio de la filmación de septiembre de 2015 y aparecen sólo a través de imágenes de archivo de la serie original y la película.
- "Part 1": Catherine E. Coulson (material nuevo)
- "Part 2": Frank Silva (material de archivo)
- "Part 3": Don S. Davis (material de archivo) y Miguel Ferrer (material nuevo)
- "Part 5": Marv Rosand (material nuevo)
- "Part 7": Warren Frost (material nuevo)

## Episodios
| N.º en serie | N.º en temp. | Título    | Dirigido por | Escrito por              | Fecha de emisión original | Audiencia (millones) |
| ------------ | ------------ | --------- | ------------ | ------------------------ | ------------------------- | -------------------- |
| 31           | 1            | «Part 1»  | David Lynch  | Mark Frost & David Lynch | 21 de mayo de 2017        | 0.506                |
| 32           | 2            | «Part 2»  | David Lynch  | Mark Frost & David Lynch | 21 de mayo de 2017        | 0.506                |
| 33           | 3            | «Part 3»  | David Lynch  | Mark Frost & David Lynch | 28 de mayo de 2017        | 0.195                |
| 34           | 4            | «Part 4»  | David Lynch  | Mark Frost & David Lynch | 28 de mayo de 2017        | 0.195                |
| 35           | 5            | «Part 5»  | David Lynch  | Mark Frost & David Lynch | 6 de abril de 2017        | 0.254                |
| 36           | 6            | «Part 6»  | David Lynch  | Mark Frost & David Lynch | 11 de junio de 2017       | 0.270                |
| 37           | 7            | «Part 7»  | David Lynch  | Mark Frost & David Lynch | 18 de junio de 2017       | 0.294                |
| 38           | 8            | «Part 8»  | David Lynch  | Mark Frost & David Lynch | 25 de junio de 2017       | 0.246                |
| 39           | 9            | «Part 9»  | David Lynch  | Mark Frost & David Lynch | 9 de julio de 2017        | 0.355                |
| 40           | 10           | «Part 10» | David Lynch  | Mark Frost & David Lynch | 16 de julio de 2017       | 0.267                |
| 41           | 11           | «Part 11» | David Lynch  | Mark Frost & David Lynch | 23 de julio de 2017       | 0.219                |
| 42           | 12           | «Part 12» | David Lynch  | Mark Frost & David Lynch | 30 de julio de 2017       | 0.240                |
| 43           | 13           | «Part 13» | David Lynch  | Mark Frost & David Lynch | 6 de agosto de 2017       | 0.280                |
| 44           | 14           | «Part 14» | David Lynch  | Mark Frost & David Lynch | 13 de agosto de 2017      | 0.253                |
| 45           | 15           | «Part 15» | David Lynch  | Mark Frost & David Lynch | 20 de agosto de 2017      | 0.329                |
| 46           | 16           | «Part 16» | David Lynch  | Mark Frost & David Lynch | 27 de agosto de 2017      | 0.267                |
| 47           | 17           | «Part 17» | David Lynch  | Mark Frost & David Lynch | 3 de septiembre de 2017   | 0.254                |
| 48           | 18           | «Part 18» | David Lynch  | Mark Frost & David Lynch | 3 de septiembre de 2017   | 0.240                |

## Producción

### Antecedentes y desarrollo
Después de la cancelación por parte de ABC de Twin Peaks en 1991, y la publicación de la película de David Lynch en 1992 la precuela Twin Peaks: Fire Walk with Me, Lynch según se informa, planeó dos películas más que habría continuado y luego concluyó la narrativa de la serie. Pero en una entrevista de 2001, dijo que la franquicia de Twin Peaks estaba tan "muerta como un muerto".
En 2007, el artista Matt Haley y el productor de Twin Peaks Robert Engels comenzaron a trabajar en una continuación de la novela gráfica de la serie, para ser incluido en el conjunto de DVD "Complete Mystery". Haley declaró: "Bob y yo tuvimos una serie de discusiones sobre lo que sería la historia, yo estaba interesado en usar cualquier nota que tuvieran para la tercera temporada propuesta, realmente quería que esto fuera una 'tercera temporada' del show. Lynch vetó el proyecto, afirmando que respetaba el esfuerzo, pero no quería continuar la historia de Twin Peaks de ninguna manera".
Los rumores se difundieron a principios de 2013, de que alguna forma el regreso de Twin Peaks era inminente, pero fueron rechazados por la hija de Jennifer Lynch (autora de The Secret Diary of Laura Palmer), así como el cocreador Mark Frost, quien escribió que "Es más valioso y mucho más difícil de conseguir". En mayo de 2013, el miembro del reparto, Ray Wise, contó lo que Lynch le había dicho acerca de una posible continuación: "Bueno, Ray, ya sabes, la ciudad todavía está allí, y supongo que es posible que podamos volver a visitarla. Ya estás muerto ... pero tal vez podríamos evitarlo".
En 2014, el desarrollo y la liberación de Twin Peaks: The Complete Mystery en Blu-ray, además de los comentarios anteriores de Wise, causó a los fanes a especular que Twin Peaks volvería en alguna forma. En enero de 2014, una convocatoria de un "Twin Peaks promo" a ser dirigida por Lynch se reveló el rodaje de una función para The Complete Mystery. En septiembre de 2014, Lynch respondió a una pregunta sobre Twin Peaks en el Festival de Cine de Lucca diciendo que era una "pregunta difícil", y que "siempre hay una posibilidad ... y sólo tienes que esperar y ver".

### Anuncio
El 6 de octubre de 2014, se anunció que Showtime transmitiría una miniserie de nueve episodios escrito por Lynch y Frost y dirigido en su totalidad por Lynch. Frost enfatizó que los nuevos episodios no son un remake o reinicio, sino una continuación de la serie. Los episodios se establecen en la actualidad, y el paso de 25 años es un elemento importante en la trama. En cuanto a si la miniserie se convertirá en una serie en curso, Frost dijo: "La prueba será en el pudín. Si nos lo pasamos bien y todo el mundo lo ama y deciden que hay espacio para más, yo podría ver que va de esa manera".
En marzo de 2015, Lynch expresó dudas sobre la producción debido a "complicaciones". Pero Showtime confirmó que la serie estaba avanzando, afirmando: "Nada está sucediendo, eso es más que cualquier proceso de preproducción con David Lynch. Todo está avanzando y todo el mundo está enloquecida y emocionada". En abril de 2015, Lynch dijo que no dirigiría los nueve episodios debido a restricciones presupuestarias. Pero Lynch y Showtime llegaron a un acuerdo, con Lynch confirmando el 15 de mayo de 2015, que dirigiría, y que habría más episodios que los nueve originalmente anunciados. En un panel Twin Peaks en Seattle, los miembros del reparto Sherilyn Fenn y Sheryl Lee dijeron que la nueva serie consistiría en 18 episodios y Angelo Badalamenti volvería como compositor.

### Casting
El 12 de enero de 2015, Kyle MacLachlan fue confirmado que regresaba a la serie. Se informó de que Peter Sarsgaard había sido elegido pero más tarde dijo: "No estoy haciendo Twin Peaks" y que "era un rumor que no se basaba en nada". En octubre de 2015, se confirmó que Michael Ontkean que retrató al Sheriff Harry S. Truman se ha retirado de la actuación, y que no volvería. En octubre de 2015 se informó que el papel del sheriff de la ciudad sería cubierto por Robert Forster, más tarde confirmado como Frank Truman, hermano de un Harry enfermo. Forster fue originalmente como Harry en el piloto de 1990, pero fue reemplazado por Ontkean debido a problemas de programación.  También en octubre, David Duchovny bromeó su vuelta como el agente Denise Bryson. En noviembre de 2015, se informó que Miguel Ferrer volvería a interpretar su papel como Albert Rosenfield y que Richard Beymer y David Patrick Kelly volverían como Benjamin Horne y Jerry Horne, respectivamente. En diciembre de 2015, Alicia Witt confirmó que volvería a interpretar su papel como Gersten Hayward.
Russ Tamblyn sometió a una cirugía de corazón abierto a finales de 2014 y todavía se estaba recuperando en 2015. Lynch y Frost todavía esperaban que Tamblyn se uniera al elenco para la nueva temporada. El 28 de septiembre de 2015, Catherine E. Coulson, que fue planeada para volver a interpretar su papel de Log Lady en la nueva temporada, pero murió de cáncer. Tanto Tamblyn y Coulson fueron confirmados más tarde como parte del elenco, como Coulson había filmado algunas escenas antes de su muerte.
El primer teaser trailer de la serie, fue lanzado en diciembre de 2015, confirmó la participación de Michael Horse (Tommy "Hawk" Hill). En enero de 2016, se informó que Sherilyn Fenn volvería a interpretar su papel como Audrey Horne en una "gran presencia". En febrero de 2016, se informó que Lynch volvería a interpretar su papel como Gordon Cole. La colaboradora frecuente de Lynch Laura Dern fue lanzada en un "papel pivote secreto". En abril de 2016, se publicó una lista completa de repartos, con 217 actores, con actores que regresaban de la serie anterior marcada con asteriscos.
Antes de su muerte en enero de 2016, David Bowie tenía la intención de hacer una aparición como agente del FBI Phillip Jeffries, su personaje de Twin Peaks: Fire Walk with Me. En enero y febrero de 2017, respectivamente, los miembros del reparto Miguel Ferrer y Warren Frost murieron, pero ambos aparecen en la nueva temporada.

### Rodaje
En julio de 2015, Frost sugirió que la serie se estrenará en 2017 en lugar de 2016, como se había planeado originalmente. La serie comenzó a rodar en septiembre de 2015, y el presidente de Showtime David Nevins dijo: "Espero que hagamos en 2016. No está claro, en última instancia va a estar en el control de David Lynch y Mark Frost". Nevins también declaró, "I don't know [how many episodes there will be]. They're going to decide, I expect it to be more than nine, but it's open-ended. I know what the shooting schedule is and then we'll have him cut into it however many episodes it feels best at". En enero de 2016, Nevins confirmó que la serie se estrenará en la primera mitad de 2017. La serie fue rodada continuamente a partir de un solo guion de rodaje largo antes de ser editado en episodios. En enero de 2016, se informó de que la filmación fue más de la mitad de camino hecho. El rodaje se completó en abril de 2016.

## Lanzamiento
Twin Peaks se estrenó en Showtime el 21 de mayo de 2017, con un episodio de dos horas. Después de la emisión, el estreno y otros dos episodios se hicieron disponibles en línea, y la serie se mostrará en semanalmente a partir de ese momento (a insistencias de Lynch). La serie consta de 18 episodios. Concluyó el 3 de septiembre de 2017, con un final de dos partes.
En el Reino Unido, Sky Atlantic difundió simultáneamente los dos primeros episodios comenzando a las 2:00 a. m. (hora de verano británica) el 22 de mayo de 2017, y los dos siguientes episodios fueron lanzados en el servicio de Sky UK bajo demanda después del estreno. En los países nórdicos, la serie se emite en HBO Nordic, con el estreno de dos horas al aire el 22 de mayo, y los episodios posteriores se ponen a disposición el día después de su emisión en EE. UU. En Canadá, la serie está disponible en CraveTV y The Movie Network, y debutó simultáneamente con la emisión estadounidense. En Australia, los episodios de la serie están disponibles para transmitir en Stan el mismo día que la emisión estadounidense original.
En Japón, la serie se emite en la red de televisión por satélite Wowow, que también emitió la serie original.
Dos episodios fueron seleccionados en el Festival de Cine de Cannes 2017.

## Recepción

### Críticas
Con base en los dos primeros episodios, la serie ha cosechado críticas positivas de los críticos. En Metacritic, tiene un resultado de 74 sobre 100, basado en 26 opiniones. En Rotten Tomatoes, tiene una calificación del 95 % con una puntuación media de 7.81 de 10 basado en 64 opiniones. El consenso crítico del sitio es, "Surrealista, suspenso y visualmente impresionante, este nuevo Twin Peaks es un triunfo de autor para David Lynch".
Sonia Saraiya de Variety escribió "Twin Peaks: The Return es extraño, espeluznante y lento. Pero es interesante. El programa es muy obstinadamente él mismo: no es exactamente una película ni exactamente una televisión, rechazando tanto la narración estándar como las formas estándar. No es especialmente divertido de ver y puede ser bastante perturbador. Pero nunca hay una sensación de que estás viendo algo desprovisto de visión o intención. La visión de Lynch es tan total y absoluta que puede salirse con la suya con lo que de otra manera no sería aceptable".
De The Hollywood Reporter, Daniel Fienberg comentó que "The thing that struck me most immediately about the premiere is how relatively cogent it was, with a clear emphasis on 'relatively'. What premiered on Sunday was as accessibly scary, disturbing and audaciously funny as many of the best parts of the original Twin Peaks, and nowhere near as hallucinatory and subtextually distilled as the prequel film Fire Walk With Me". También escribió sobre el formato de la serie: "Es obvio que este Twin Peaks va a ser una unidad de 18 horas. No había una separación perceptible entre las horas y, si no hubieran aparecido los créditos, la segunda hora probablemente podría haberse convertido fácilmente en la tercera. Esto no es televisión episódica. Es otra cosa".
Emily L. Stephens, de The AV Club, escribió sobre su posible recepción por parte de críticos y espectadores: "Si estabas esperando el regreso del humor a veces exagerado y a veces acogedor de las dos temporadas originales de Twin Peaks, este estreno podría resultarte una sorpresa. Si esperabas esa mezcla de géneros que alguna vez te sacudió y ahora te resultó familiar, esto es... no eso... sino puro horror lynchiano".
En el Cannes Film Festival de 2017, Lynch proyectó el estreno de dos horas de la serie y recibió una ovación de cinco minutos de la multitud.

### Índices de audiencia
El estreno de dos horas el 21 de mayo de 2017, recibió 506 000 espectadores en Showtime, que Deadline.com llamó "suave para un proyecto de prestigio tan fuertemente promovido". Las calificaciones aumentaron a 626 000 después de las transmisiones de repetición esa noche y el estreno también tuvo más de 450 000 espectadores a través de streaming y bajo demanda. La audiencia para el estreno aumentó a 804 000 en Live + 3 calificaciones, y tenía una audiencia de 1.7 millones en streaming y plataformas on-demand. Showtime anunció que el fin de semana de estreno de Twin Peaks tenía la mayoría de las suscripciones a su servicio de streaming que nunca.